# Cucumaria miniata
Cucumaria miniata is een zeekomkommer uit de familie Cucumariidae.
De wetenschappelijke naam van de soort werd in 1835 gepubliceerd door Johann Friedrich von Brandt.